# Trie-la-Ville

Trie-la-Ville este o comună în departamentul Oise, Franța. În 1 ianuarie 2022 avea o populație de 306 de locuitori.